# Mark Piznarski
Mark Piznarski est un réalisateur américain, actif depuis les années 1990.

## Biographie
Mark Piznarski est spécialisé dans les séries : on lui doit notamment des épisodes de Angela, 15 ans, Once and Again ou encore NYPD Blues.
Son premier film, Un été sur terre, est sorti en 2000.

## Filmographie
- 2010 : Une illusion d'amour (Sundays at Tiffany's) (TV)